# Волкодав (серия книг)
«Волкода́в» — серия романов российской писательницы Марии Семёновой. В серию входит 6 книг. Первая была издана в 1995 году, последняя — в 2014.
С 2015 года по сегодняшний день выходит книжная серия Марии Семёновой «Братья» – предыстория мира, за много веков до Волкодава, уже насчитывающая 5 томов.

## Книги серии
- 1995 — «Волкодав»
- 1996 — «Волкодав. Право на поединок»
- 2000 — «Волкодав. Истовик-камень»
- 2003 — «Волкодав. Знамение пути»
- 2003 — «Волкодав. Самоцветные горы»
- 2014 — «Волкодав. Мир по дороге»

Если рассматривать книги не по хронологии их написания и издания, а по развитию сюжета, то правильным будет порядок, при котором книга «Истовик-камень» стоит на первом месте, а «Мир по дороге» — на втором.

## Описание сюжета
Серия романов повествует о молодом воине из рода Серого Пса по прозвищу Волкодав. Когда он был ещё мал, на его родное селение напали. Всех представителей веннского рода Серых Псов предали мечу, однако оставили мальчика живым и продали его в рудники под названием Самоцветные горы. Но Волкодав вышел из рудников (единственный раб, сумевший сделать это по своей воле). Его первоочередной целью стала месть за свой род.

### Главные герои
Главный герой серии романов — Волкодав. В начале первого романа ему 23 года, к концу серии — около 30 лет. В первых книгах Волкодав показан как молчаливый варвар, способный решать проблемы только физической силой — хотя он довольно рассудителен, но не дипломатичен. В предпоследней (по хронологии) части серии, по воле судьбы став учителем боевого искусства кан-киро в замке-храме Близнецов, он становится уже достаточно просвещённым и много часов проводит в местной библиотеке. Ещё одна отличительная особенность Волкодава — его трепетное отношение к женщинам:
История Волкодава – история человека, который вырос при матриархате и, даже угодив на каторгу, зубами и ногтями держится за нравственные понятия, которые существовали у его народа. Чтобы попросту не пропасть, не сгинуть в этом чуждом для него мире. Женщины для него – святы! Может он себе позволить мимолетную интрижку под кустом, которой пестрят книги «фэнтези»?.. Хотите любвеобильного героя – возьмите Конана. А у меня другой персонаж. И почему хотя бы одному и не побыть целомудренным аскетом?
Мария Семёнова .

### Место действия
Реальное подобие времени и мест действия романов нигде не упоминается точно. Сама писательница говорит об этом следующее:
Это, конечно, некая другая планета, хотя и подозрительно похожая на нашу Землю. Я её снабдила некоторыми другими животными, да и с климатическими условиями обошлась так, как мне этого хотелось. Но вообще-то не слишком вдавалась в размышления, в каком созвездии эту планету расположить.
Мария Семёнова.
Что касается народностей, показанных в романе, по словам Марии Семёновой, племя веннов можно отнести к славянам, сегванов — к германцам-скандинавам, а вельхов — к кельтам.
Мир Волкодава имеет особенную топологию. Кроме «обычной» поверхности у земли есть «обратная сторона». Поверхности связаны между собой проходами, расположенными в нескольких местах. Одним из таких проходов воспользовались главные герои, убегая от преследователей — этим эпизодом оканчивается первая книга. «Обратная сторона» земли называется Беловодьем. В книгах это место описано мало. Упоминается, что в Беловодье царят мир и дружба. Поэтому персонажи, попав туда, нашли себе пристанище и смогли вылечить сильно раненого Волкодава. Можно представить, что мир Волкодава — это двусторонний лист. На одной стороне находится «обычный мир», а на другой — упомянутое Беловодье. Проходы между сторонами напоминают дырки в листе.
Также в пятой книге описывается, что глубокий естественный колодец, названный Понором, оказался путём в страну Велимор. Согласно книге, если в Беловодье созвездия не отличаются от обычных, то в Велиморе даже звёздное небо выглядит по-другому.
Однако научно-фантастическая тематика в книгах о Волкодаве мало раскрыта. Основными темами являются сражения, психологические вопросы и путешествия.

## Оформление серии
Первые иллюстрации для цикла сделаны Антоном Ломаевым, лауреатом премии «Странник». После выхода экранизации роман был переиздан с обложкой, повторяющей постер фильма. Третье издание иллюстрировал Сергей Шикин, ранее оформлявший книгу Марии Семёновой «Там, где лес не растёт».

## Экранизации
- «Волкодав из рода Серых Псов»
- «Молодой Волкодав» (сериал)

## Книги мира Волкодава

### Произведения Марии Семёновой
Помимо шести книг о Волкодаве, Марией Семёновой были написаны книги, дополняющие историю мира:
- Дилогия «Бусый Волк» (в соавторстве с Дмитрием Тедеевым) — действие романа развивается сразу после событий «Волкодава»:
  - Книга 1. Кузница ветров (2007)
  - Книга 2. Берестяная книга (2009)
- Там, где лес не растёт (2007) — действие романа разворачивается спустя несколько лет после событий «Волкодава». Помимо основного сюжета, книга завершает линию Эвриха из «Волкодава» и даёт начало сюжетной линии Аодха — главного героя «Братьев».
- Цикл «Братья» — действие цикла развивается за несколько веков до событий «Волкодава», спустя семь лет после начала «вечной» зимы:
  - Книга 1. Тайный воин (2015)
  - Книга 2. Царский витязь. Том 1 (2018)
  - Книга 2. Царский витязь. Том 2 (2018)
  - Книга 3. Завтрашний царь. Том 1 (2024)
  - Книга 3. Завтрашний царь. Том 2 (2024)
  - Книга 4 — в планах

### Произведения Павла Молитвина
В цикле «Волкодав» Мария Семёнова ссылается на четыре книги Павла Молитвина, написанные им для этой вселенной:
- Спутники Волкодава (1996) — действие романа происходят параллельно с событиями «Волкодав. Мир по дороге». Книга включает в себя три отдельные повести и рассказывает о судьбах персонажей до встречи с Волкодавом:
  - Жемчужина для вождя — предыстория Тилорна.
  - Сундук чародея — предыстория Ниилит.
  - Глаз дракона — предыстория Эвриха.
- Путь Эвриха (1998)
- Ветер удачи (2001)
- Тень императора (2002)

Три последние книги Молитвина являются логическим продолжением романа «Волкодав. Право на поединок», и предшествуют действиями романа «Волкодав. Знамение пути». Книги повествуют о странствиях Эвриха без Волкодава: в первой он завершает миссию, начатую в «Праве на поединок», а в двух других пускается в собственные приключения.
Мария Семёнова написала предисловия к этим книгам, в которых поделилась деталями создания:
Павел (Молитвин) с энтузиазмом согласился (быть соавтором первой книги «Волкодав»). По образованию он архитектор и привык мыслить образно и объёмно, к тому же великолепно рисует. Он немедленно начертил карту, снабдив её множеством названий: Галирад, Путаюма, Аррантиада, Мономатана, сольвенны. Мы обсуждали сюжет, строили планы..

Увы! По не зависевшим от нас причинам и к обоюдному прискорбию в тот раз наше сотрудничество не состоялось. Я дописывала «Волкодава» одна, поглядывая на карту, нарисованную Молитвиным…

«А что если другой автор напишет параллельную книжку из жизни этого же мира? — спросил меня главный редактор Вадим Борисович Назаров. — Есть у тебя кто-нибудь на примете?» — «Есть! — закричала я. — Ещё как есть!..»

Вот так и появились «Спутники Волкодава», написанные Павлом Молитвиным.

### Произведения других авторов
Существуют также произведения серии «Мир Волкодава», написанные другими авторами, к которым Мария Семёнова не имеет отношения:
- Степная дорога (2000) — Дарья Иволгина (Елена Хаецкая)
- Дилогия «Зорко» — Алексей Семёнов
  - Травень-остров (2000)
  - Листья полыни (2000)
- Трилогия «Время беды» — Андрей Мартьянов и Марина Кижина
  - Последняя война (2000) («Пробуждение спящих» — в переработке Павла Молитвина 2001 г.)
  - Эпоха бедствий (2000) («Скольжение к краю» — в переработке Павла Молитвина 2001 г.)
  - Возрождение надежды (2001) (в соавторстве с Павлом Молитвиным)

## Компьютерные игры
- «Волкодав: Последний из рода Серых Псов»
- «Волкодав: Путь воина»
- «Волкодав: Месть Серого Пса»